# آنکایوک کوچو
آنکایوک کوچو (به اسپانیایی: Ancayoc Cucho) یک کوه در پرو است که در Peru, Puno Region واقع شده‌است. آنکایوک کوچو ۵٬۰۰۰ متر بالاتر از سطح دریا واقع شده‌است.